# Dimostrazione matematica
Una dimostrazione matematica è un processo di deduzione che, partendo da premesse assunte come valide (ipotesi) o da proposizioni dimostrate in virtù di queste premesse, determina la necessaria validità di una nuova proposizione in virtù della (sola) correttezza formale del ragionamento.

## Descrizione
Il termine "dimostrare" deriva dal latino demonstrare, composto dalla radice de- (di valore intensivo) e da monstrare ("mostrare", "far vedere"), da cui il significato di mostrare a tutti quella che viene considerata una verità. In matematica, però, il concetto 
viene appunto specializzato, e una dimostrazione ha una formulazione molto precisa: per dimostrare un'affermazione (la tesi), occorre partire da 
una o più affermazioni considerate vere (le ipotesi), usando un insieme ben definito di derivazioni logiche formali. In pratica, la catena di passaggi formali viene spesso in larga parte sottintesa, in modo da ridurre l'estensione della dimostrazione scritta ed evitare di appesantirla con puntualizzazioni considerate evidenti e immediate; tuttavia, in linea teorica, questo processo deduttivo può sempre essere applicato nelle dimostrazioni di natura matematica.
La dimostrazione matematica è generalmente deduttiva; da ipotesi generali si giunge a una tesi particolare. Esiste anche la dimostrazione induttiva; a differenza dell'uso comune del termine, che fa giungere ad una verità generale partendo da elementi particolari, la dimostrazione 
matematica induttiva deve essere presa come assioma, ad esempio nella formulazione di Peano.
Un'altra caratterizzazione delle dimostrazioni matematiche distingue una dimostrazione diretta, nella quale viene effettivamente dimostrata la tesi, dalla dimostrazione indiretta nella quale la tesi si suppone vera e si deve giungere alla ipotesi tramite passaggi logici o per assurdo, nella quale si suppone che la tesi non sia vera e si giunge a una contraddizione. Questo secondo tipo di dimostrazione, che si appoggia al 
principio del terzo escluso e sul quale si basano un gran numero di teoremi matematici, non è però considerato valido dalla scuola intuizionista fondata da Brouwer.

### Tecniche dimostrative
- Dimostrazione per assurdo
- Induzione matematica
- Induzione transfinita
- Discesa infinita
- Argomento diagonale di Cantor
- Dimostrazione probabilistica
- Forzatura

### Alcune dimostrazioni famose
- Teorema dell'infinità dei numeri primi
- Indipendenza dell'ipotesi del continuo
- Ultimo teorema di Fermat
- Congettura di Poincaré
- Teoremi di incompletezza di Gödel
- Teorema di Church-Turing
- Dimostrazione della irrazionalità di e
- Dimostrazione della trascendenza di e
- Dimostrazione della irrazionalità di π
- Indipendenza della teoria assiomatica degli insiemi